# Lauren Anderson
Lauren Anderson (Milwaukee, Wisconsin; 6 de junio de 1980) es una modelo estadounidense que fue elegida Playmate del Mes en julio de 2002 por Playboy y ha aparecido en numerosos de vídeos de Playboy. Lauren fue la ganadora del especial de televisiónWho Wants to Be a Playboy Centerfold?, emitido en Fox en mayo de 2002. Protagonizó la producción de variedades "Headlights and Tailpipes" en Las Vegas en el Stardust Resort & Casino.
Anderson apareció en marzo de 2008 en la portada de Playboy España, así como en fotografías y una entrevista.

## Activista de PETA
Lauren fue miembro de PETA en 2008. El 18 de julio de 2007, se unió a otras modelos de PETA para protestar por el Annual Hot Dog Day del American Meat Institute en Capitol Hill disfrazándose con un bikini de lechuga y repartiendo hot dogs vegetarianos.

## Personal
Desde 2010, Anderson tiene una relación con el jugador de besibol Reid Brignac.  Tienen un hijo juntos.

## Filmografía
- Playboy: Who Wants to Be a Playboy Centerfold? (2002)[5]
- Playboy Video Playmate Calendar 2003 (2002)[6]

## Apariciones televisivas
Anderson ha aparecido en The Girls Next Door, Fear Factor, The Howard Stern Show, y The Two Coreys.